# خوسيه هرنانديز (ملاكم)
خوسيه هرنانديز (بالإسبانية: José Hernández)‏ (3 مارس 1976 - ) هو ملاكم مكسيكي.

## روابط خارجية
- خوسيه هرنانديز على موقع بوكس ريك (الإنجليزية) (registration required)